# 2019 TN2
 (octobre 2019).
2019 TN2 est une planète mineure du système solaire, plus précisément un astéroïde Amor. Son orbite a un demi-grand axe de 1,20 unité astronomique, une excentricité de 0,14 et une inclinaison de 29,9 degrés.